# Lâu đài Chřibská
Lâu đài Chřibská, hay Lâu đài Karlštejn (tiếng Séc: Chřibský hrádek, tiếng Đức: Unterer Karlstein, hoặc Wüstes Schloss) là tàn tích của một lâu đài thời Trung cổ gần thị trấn Chřibská, thuộc huyện Děčín, vùng Ústí nad Labem, Cộng hòa Séc. Tàn tích nằm trên một đồi đá gần con suối Doubický, ở độ cao khoảng 340 mét so với mực nước biển. Công trình này có tên trong danh sách các di tích văn hóa của Cộng hòa Séc.

## Lịch sử
Dựa trên các phát hiện khảo cổ, lâu đài này có khả năng được hình thành vào thế kỷ 13, dưới thời trị vì của vua Johann của Bohemia. Bên cạnh đó, những dấu vết hỏa hoạn được tìm thấy trong khu tàn tích lâu đài cũng phần nào chứng minh rằng lâu đài từng bị tàn phá trong thời kỳ chiến tranh Hussite. Vào mùa xuân năm 1850, một phần khu tàn tích lâu đài đã sụp đổ xuống dòng suối Doubický. Năm 2003, một cuộc nghiên cứu khảo cổ khác đã diễn ra ở đây. Dựa theo kết quả cuộc nghiên cứu này, các thành lũy và hào nước còn sót lại không phải là công sự. Có khả năng đây không phải là một lâu đài, mà là nơi trú ẩn dành cho những người thợ mỏ.